# 기억상실 (음반)
《기억상실》은 부활의 정규 3집 음반이다. 음반 제작 도중 보컬인 김재기가 교통사고로 사망하여 김재기의 유작 음반이기도 하다. 후속 보컬로 동생인 김재희(본명: 김재두)가 영입되었다. 음반 작업이 이미 마무리 된 상황에 영입되었기 때문에 음반 녹음에 김재희는 참여하지 않았다. 기억상실은 ‘기다림을 억누른다는 건 지나간 상황을 뛰어넘고자 실행하는 처음이다’라고 음반 표지에 적었다.

## 수록곡
전체 작곡: 김태원
- 전체 편곡: 김태원| #  | 제목                   | 작사·작곡 | 재생 시간 |
| -- | ---------------------- | --------- | --------- |
| 1. | 〈소나기〉             | 김태원    | 4:33      |
| 2. | 〈흑백영화〉           |           | 4:33      |
| 3. | 〈기억상실〉           |           | 7:51      |
| 4. | 〈8.1.1〉 (연주곡)     |           | 1:08      |
| 5. | 〈사랑할수록〉         | 김태원    | 4:39      |
| 6. | 〈별〉 (연주곡)        |           | 4:29      |
| 7. | 〈흐린 비가 내리며는〉 | 김태원    | 4:30      |
| 8. | 〈그리움 그리운 그림〉 | 김태원    | 3:19      |

## 곡 설명
- 1994년 골든디스크 제9회 본상 수상 - 사랑할수록
- 트랙 1번〈소나기〉는 황순원의 소설 소나기의 소년소녀의 티없는 사랑이 주 내용이었으나 보컬 김재기가 떠나자 그를 그리워 하는 내용으로 바뀌었다.[1]

- 트랙 2번〈흑백영화〉는 보컬 김재기가 후렴을 녹음한 상태에 김태원이 나머지 부분을 김재기의 목소리를 흉내내어 덧붙였다.[2]
- 트랙 4번〈8.1.1〉은 보컬 김재기의 사망일인 8월 11일을 추모한 곡이다.[3]

## 만든 사람
- 감독: 김태원
- 녹음: Mark Cobrin
- 마스터 편집: 김종숙
- 믹싱: Mark Cobrin
- 보컬: 김재기
- 백보컬: 김태원, 이현주
- 어쿠스틱 기타/전기 기타: 김태원
- 베이스: 정준교
- 드럼: 김성태
- 피아노: 최태완
- 프로그래밍: 백용빈
- 보조기술자: 이근형